# Pizzo Berro
Il Pizzo Berro è una montagna situata nella parte centrale del gruppo dei Monti Sibillini.
Amministrativamente è situata al confine tra i comuni di Montefortino (FM), Ussita (MC) e Castelsantangelo sul Nera (MC), ed è controllata dal 1993 dal Parco Nazionale dei Monti Sibillini.

## Morfologia
Raggiunge la quota di 2259 metri, ed è caratterizzato da una lunga cresta affilata, con andamento nord-sud, che sale dalla Forcella Angagnola fino alla cima. La cima è caratterizzata da enormi placche di calcare massiccio che fuoriescono dai verdi pascoli d'alta quota. 
Il pizzo si innalza lungo il crinale che da est a ovest collega il massiccio della Priora a quello del Monte Bove. Verso nord un'altra linea di cresta lo collega invece con Pizzo Tre Vescovi, sovrastando la valle dell'Ambro. Sul lato meridionale il versante erboso si fa particolarmente ripido e precipita sui prati di Capotenna. 

## Itinerari escursionistici e alpinistici

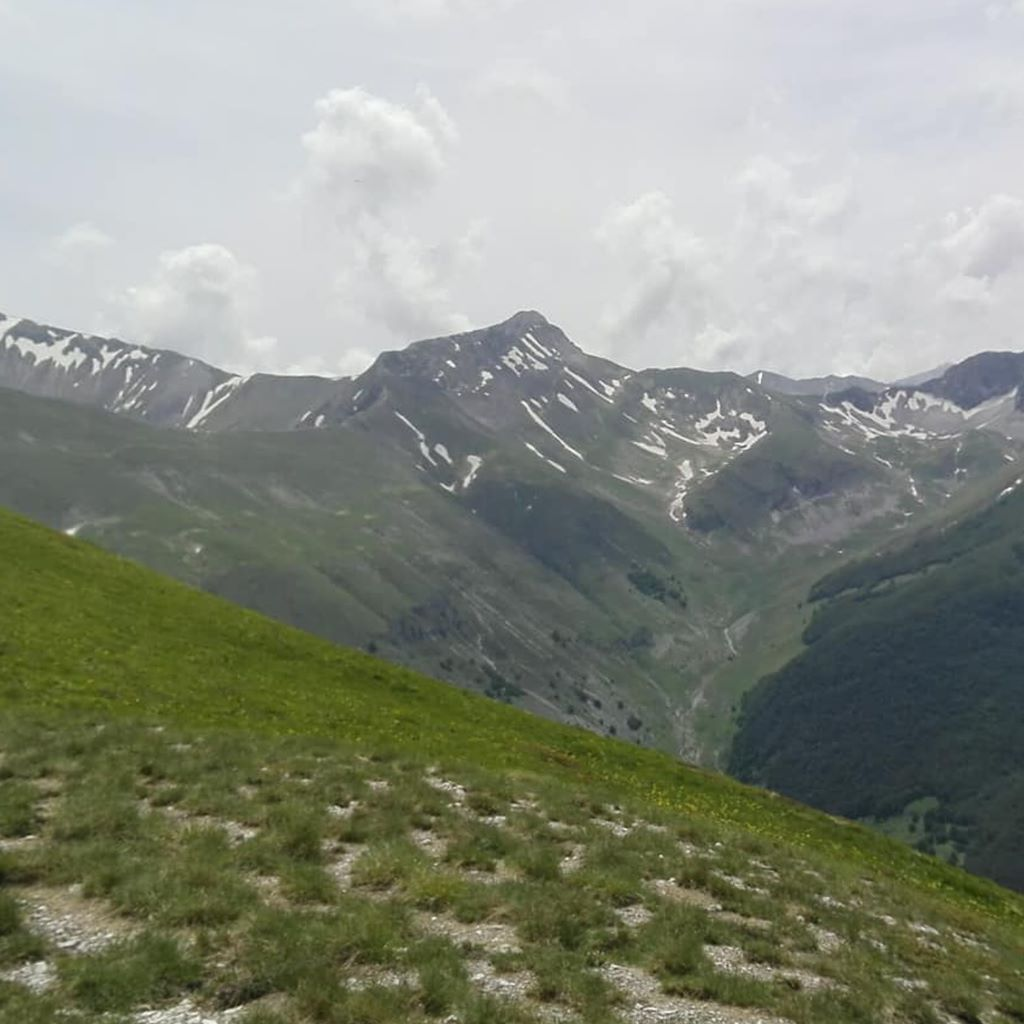
Versante Nord e Val di Panico

Costituisce uno dei punti panoramici più belli dell'intero Gruppo, circondata dalla Valle del Tenna a sud, dalla Val d'Ambro a Est e dalla Val di Panico ad ovest. 
La cima è raggiungibile da un sentiero che percorre la cresta nord, proveniente dalla Forcella del Fargno, o dalla Forca della Cervara (Forcella della Neve), percorrendo un aereo sentiero proveniente dal Monte Bove Sud, ed utilizzando, sotto la cima, la ferratina che ne supera i contrafforti rocciosi. 
D'inverno diventa una meta alpinistica di grande interesse, circondata da cornici ghiacciate, che necessita di una buona esperienza di alpinismo invernale.

## Etimologia
L'origine del nome è incerta, la tesi più probabile lo vorrebbe derivante da "verro" o "guerro", del quale richiama, con i suoi versanti scoscesi, l'irruenza.